# Taipei Taishin Mars
Il Taipei Taishin Mars (臺北台新戰神) è una società cestistica avente sede a Taipei, Taiwan. Fondata nel 2023, gioca nella Taiwan Professional Basketball League.

## Storia
Fondati nel 2023, i Mars sono una delle sei squadre partecipanti in T1 League.